# Joël Bourdin
Pour les articles homonymes, voir Bourdin.
Joël Bourdin est un économiste et homme politique français, membre de l'UMP, né le 25 janvier 1938.

## Carrière politique

### Débuts à Bernay
Professeur d'université de profession, Joël Bourdin est d'abord élu maire de Bernay lors des élections municipales françaises de 1983. Deux ans plus tard, il est élu conseiller général de l'Eure dans le canton de Bernay-Ouest. Il devient vice-président du conseil général de l'Eure. 
En 2003, il démissionne de la mairie de Bernay pour se consacrer à ses autres mandats. C'est son adjoint aux finances Hervé Maurey qui lui succède. Il fait de même un an plus tard lors des élections cantonales françaises de 2004 à l'occasion desquelles il laisse sa place de conseiller général de Bernay-Ouest à Hervé Maurey.

### Au Sénat
Il est élu sénateur de l'Eure le 24 septembre 1989 et réélu en 1998. 
Il est reconduit pour un troisième mandat de sénateur en 2008 en réalisant le meilleur score dans son département (58,48% des voix). Néanmoins, lors des élections sénatoriales de septembre 2014, il se présente en tête d'une liste dissidente face à la liste d'union UMP-UDI mais est battu. L'ironie du sort a voulu que cette liste soit conduite par son dauphin en faveur de qui il a démissionné de la mairie de Bernay et du conseil départemental de l'Eure, Hervé Maurey.

## Anciens mandats
- Sénateur (1989-2014)
- Vice-président du conseil général de l'Eure (→ 2004)
- Maire de Bernay (1983-2003)
- Conseiller municipal de Bernay (2003-2008)
- Membre du Conseil d'orientation des retraites.
- Conseiller régional de Haute-Normandie
- Président de la Communauté de communes de Bernay et ses environs